# Łukasz Sapela
Łukasz Sapela (ur. 21 września 1982 w Piotrkowie Trybunalskim) – polski piłkarz, występujący na pozycji bramkarza. Wychowanek GKS-u Bełchatów.

## Kariera
W swoim debiucie w ekstraklasie, w sezonie 2005/2006 nie puścił bramki w meczu z Górnikiem Zabrze. W następnym spotkaniu, przeciwko Wiśle Kraków, też zachował czyste konto. Ostatecznie przedłużył serię do łącznie 6 meczów. Czyste konto zachował przez równo 600 minut, co dało mu 11. miejsce w tabeli bramkarzy, którzy najdłużej nie tracili gola w historii polskiej ekstraklasy. Skazą na tej serii jest fakt, że nie były to spotkania następujące po sobie. Sapela miał wtedy silną konkurencję w postaci – najpierw Jacka Banaszyńskiego, a potem Piotra Lecha. Ówczesny trener bełchatowian, Orest Lenczyk lubił często zmieniać bramkarzy. W wyniku tego swój debiutancki sezon zakończył z 9 meczami rozegranym w lidze w których przepuścił zaledwie trzy bramki.
23 września 2009 roku przepuścił piłkę do siatki w 51. minucie po strzale Martinsa Ekwueme z Zagłębia Lubin. Na Dialog Arena GKS zremisował 1:1, ale właśnie wtedy zaczęła się kolejna dobra passa Sapeli. 27-letni golkiper nie wyjmował piłki z siatki przez siedem kolejnych spotkań. Łącznie przez 752 minuty był niepokonany. Sposób na niego znalazł dopiero Maciej Iwański z Legii Warszawa. Ponad 13 i pół godziny bez puszczonej bramki dało Sapeli czwarte miejsce w klasyfikacji wszech czasów. Golkiperowi z Bełchatowa zabrakło jedynie ośmiu minut do podium, na którego ostatnim stopniu znajduje się Władysław Grotyński, bramkarz Legii sprzed 40 lat, zaś do lidera – Piotra Czai – z GKS Katowice i Ruchu Chorzów stracił ponad dwa spotkania. Wiosną 2012 roku usłyszał zarzut ustawiania meczów GKS Bełchatów. W wyniku zarzutów klub z Bełchatowa rozwiązał kontrakt z bramkarzem, który w lipcu 2012 podpisał kontrakt z azerskim Rəvanem Baku. 19 lipca 2014 roku Łukasz Sapela został zawodnikiem Olimpii Grudziądz.
W czerwcu 2016 podpisał roczny kontrakt z Miedzią Legnica.

## Udział w aferze korupcyjnej
Łukasz Sapela to kolejny polski piłkarz, który uczestniczył w procederze ustawiania spotkań ligowych. Czynów karalnych dopuścił się będąc zawodnikiem GKS Bełchatów. Piłkarz został oskarżony we wrześniu 2014 i dobrowolnie poddał się karze. Wyrok zapadł w listopadzie 2014. Dodatkowo Komisja dyscyplinarna PZPN ukarała byłego bramkarza GKS za udział w ustawianiu meczów tego klubu rokiem dyskwalifikacji w zawieszeniu oraz 10 tys. zł kary pieniężnej. Zawodnik także dobrowolnie poddał się karze.